# Os Meninos da Rua Paulo
Os Meninos da Rua Paulo (em húngaro A Pál utcai fiúk) é um romance juvenil escrito pelo jornalista e escritor húngaro Ferenc Molnár, publicado pela primeira vez em 1907. É considerado o livro húngaro mais conhecido ao redor do mundo, tendo sido adaptado para o cinema em diversas línguas. Também alveja o público adulto para denunciar a falta de espaço para jovens na sociedade, e a violência psicológica que os meninos sofreram pelo "sistema de guerra" vivido no contexto histórico.
A popularidade internacional se intensificou por ser uma história não só metafórica em relação a transição a vida adulta, como também por ser considerada uma narrativa que poderia ter acontecido em qualquer lugar do mundo. 
No Brasil, o livro foi publicado pela primeira vez em 1952 pela Coleção Saraiva, com tradução de Paulo Rónai e revisão de Aurélio Buarque de Holanda. Na década de 1980, a editora Ediouro publicou a obra na Coleção Elefante. Em 2005, a editora Cosac Naify relançou a obra. Posteriormente, em 2017, a Companhia das Letras, após comprar os direitos da Cosac, reeditou a obra.

## Enredo
O romance é sobre meninos de escola, no bairro de Józsefváros, em Budapeste e é ambientado em 1889. Os meninos passam seu tempo em uma área aberta, sem prédios, um terreno baldio que eles consideram sua "pátria".  A história tem dois protagonistas principais, János Boka (o honrado líder dos "Meninos da Rua Paulo") e Ernő Nemecsek (o menor membro do grupo).
Quando os "Camisas-Vermelhas" - outra gangue de meninos, liderada por Feri Áts, que se reúnem no Jardim Botânico - tentam tomar a área, os meninos são forçados a se defender de maneira militar.
Embora os Meninos da Rua Paulo ganhem a guerra e o pequeno Nemecsek demonstre repetidamente que sua bravura e lealdade superam seu tamanho, o livro termina em tragédia. 

## Adaptações

### Cinema
O livro foi adaptado pela primeira vez em 1917, para o cinema mudo. O filme foi dirigido por Béla Balogh, com Gyárfás László (Boka), Hatvani János (Nemecsek), Weisz Jenő (Geréb) e Drávai Sándor (Áts Feri). A segunda adaptação também foi dirigida e roteirizada por Béla Balogh, em 1924, com Faragó Gyuri (Nemecsek), Verebes Ernő (Boka), Szécsi Ferkó (Geréb), Barabás István (Áts Feri) e Pártos Frigyes (Csónakos).
Em 1934, o livro ganhou uma adaptação estadounidense, com o título No greater glory, com direção de Frank Borzage e roteiro de Jo Swerling, com George P. Breakston (Nemecsek), Jimmy Butler (Boka), Jackie Searl (Gereb), Frankie Darro (Áts Feri), Donald Haines (Csónakos), Wesley Giraud (Kolnay) e Beaudine Anderson (Csele).
Em 1969,o livro ganhou mais uma adaptação dirigida por Zoltán Fábri.Essa adaptação foi indicado ao oscar de 1969 na categoria de melhor filme estrangeiro
Após de mais de 33 anos,em 2003,é lançado uma adaptação cinematográfica italiana dessa obra,denonimada I ragazzi della via Pál,dirigido por Maurizio Zaccaro.2 anos depois,o livro ganha mais uma adaptação cinematográfica,dirigida por Ferenc Török e publicada no ano de 2005

### Música
Em 1991, o Ira!, banda brasileira de rock, lançou o álbum "Meninos da Rua Paulo", com duas faixas musicais em referência à obra de Ferenc Molnár: "Rua Paulo" e "Os meninos da rua Paulo".

## Legado

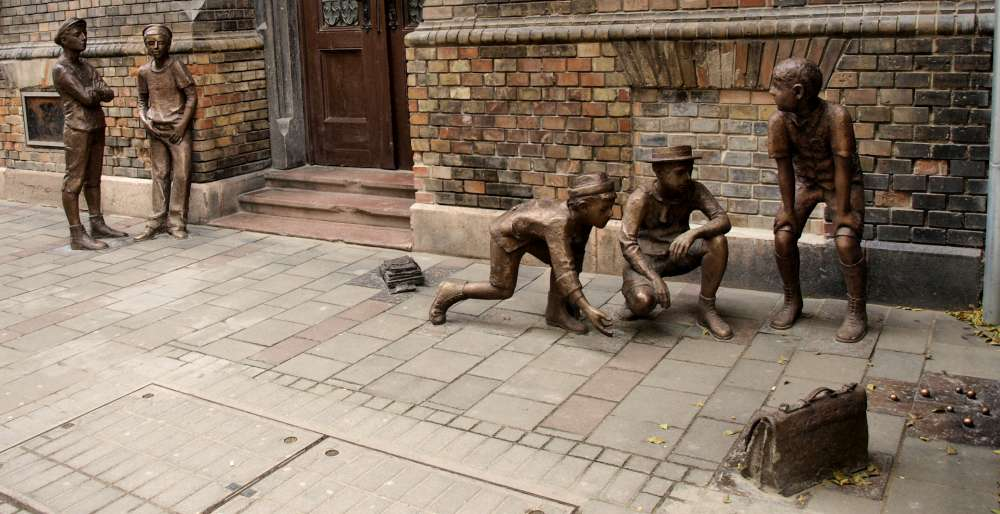
Escultura dos Meninos da Rua Paulo em Budapeste, de Szanyi Péter

- O livro tem sido considerado o mais conhecido livro húngaro através do mundo. Foi traduzido para várias línguas e em diversos países tem sido recomendado nas escolas. Ernesto Nemecsek tem estado no ranking dos heróis da literatura juvenil, tais como Oliver Twist, Tom Sawyer e Huckleberry Finn.
- Constantemente a história tem sido transformada em peça.
- A história foi adaptada para o teatro em 1992, no Brasil, com enorme sucesso. No elenco, atores como Selton Mello, Marcelo Serrado, Oberdan Junior e Michel Bercovith, entre outros. Houve uma montagem teatral, no começo dos anos 70, em São Paulo.